# Thinking
Thinking es un poema escrito por Walter D. Wintle, un poeta que vivió a finales del siglo XIX y principios del XX. Poco o nada se sabe sobre los detalles de su vida. Al poema también se lo conoce como «The Man Who Thinks He Can».
En el siglo XX se han publicado diferentes versiones del poema. Hasta la fecha, se desconoce qué versión representa correctamente la versión original, pero se cree firmemente que la siguiente versión, publicada al menos en 1905 (Revista universitaria Unity), incorpora el poema original e inalterado. Se desconoce la fecha exacta de la primera publicación original de «Thinking».
A este poema en lengua castellana, se lo conoce como: "Poema de Christiaan Barnard», «El éxito comienza con la voluntad» y «Si piensas que estás vencido».

## Publicaciones
Las primeras publicaciones de este poema, que citan a Walter D. Wintle como autor, incluyen:
1905 - Unity
Publicado en 1905 por Unity Tract Society, Unity School of Christianity
Llamado "Thinking», por Walter D. Wintle
1916 - Ohio Educational Monthly
Publicado en 1916 por Ohio Education Association
Llamado "Thinking», por Walter Wintle
1927 - The World’s Best-loved Poems - por James Gilchrist Lawson
Publicado en 1927 por Harper & Brothers
Llamado «Thinking», por Walter D. Wintle
1931 - Ethics notebook for nurses 
Publicado en 1931 por Lippincott
Llamado "Thinking», por Walter Wintle
1937 - Think and Grow Rich, por Napoleon Hill
Publicado en 1937 por The Ralston Society
Poema escrito sin créditos (autor anónimo)
1940 - The Filipino Nurse
Publicado en 1940 por Philippine Nurses Association
Llamado «Thinking», por Walter Wintle
Fuentes posteriores dieron a este poema, que originalmente llevaba el título «Thinking», el título «The Man Who Thinks He Can» y «It’s All In The State Of Mind». En los últimos años, el título «The Man Who Thinks He Can» se ha adaptado como el título correcto y original (erróneamente) asumido.

## Poema
Si piensas que estás vencido, lo estás; 
Si piensas que no te atreves, no lo harás. 
Si piensas que te gustaría ganar, pero no puedes, 
no lo lograrás.
Si piensas que perderás, has perdido; 
Porque en el mundo encontrarás
que el éxito comienza con la voluntad del hombre
Todo está en el estado de ánimo.
Si piensas que estás superado, lo estás; 
Tienes que pensar bien para elevarte. 
Tienes que estar seguro de ti mismo
antes de intentar ganar un premio.
La batalla de la vida no siempre la gana 
El hombre más fuerte o más rápido; 
Pero tarde o temprano el hombre que gana 
¡Es aquel que cree poder hacerlo!